# Ligação Leste-Oeste

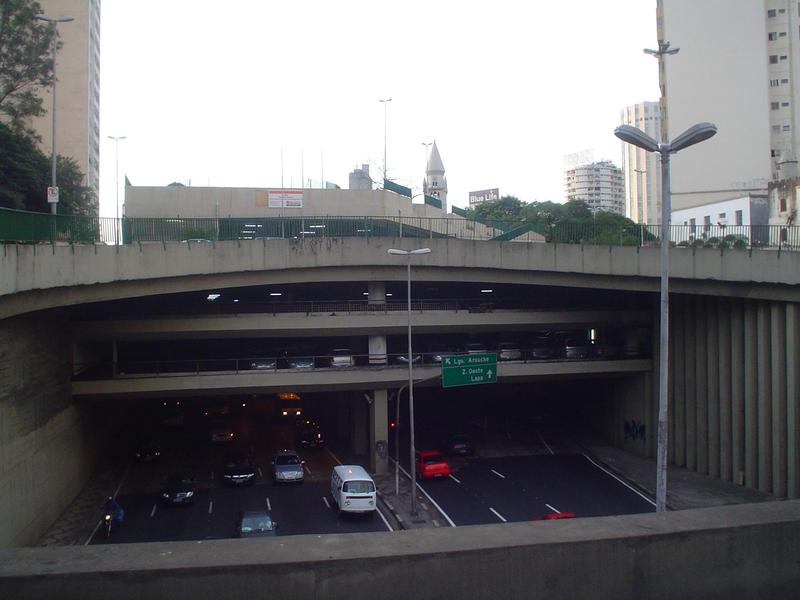
Trecho da Ligação Leste-Oeste sob a Praça Roosevelt.

A Ligação Leste-Oeste é uma importante via expressa da cidade de São Paulo. Sua função principal é conectar a Radial Leste ao Elevado Presidente João Goulart, cruzando com o Corredor Norte-Sul e Av. do Estado e cortando a região central de São Paulo. Assim como o elevado, também é conhecida por muitos simplesmente como "Minhocão". O Engenheiro responsável foi Isac Grobman, que também construiu o MASP (Museu de Arte de São Paulo).

## Nomes oficiais

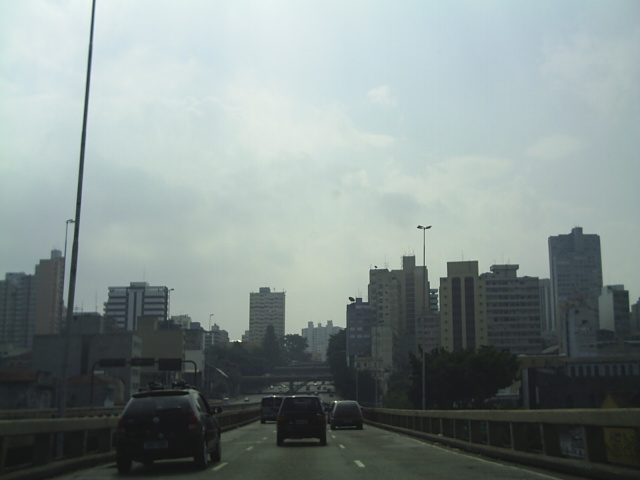
Término da parte elevada da Radial Leste, na chegada ao centro.

O termo "Ligação Leste-Oeste" não é oficial, sendo que a via recebe diversos nomes ao longo de sua extensão:
- Viaduto do Glicério: sobre o Parque Dom Pedro II e a Várzea do Glicério, da Radial Leste até o fim do trecho elevado, junto à saída para a Rua Doutor Lund.
- Avenida Radial Leste-Oeste: entre a Rua Doutor Lund e o cruzamento da Rua Major Diogo, sendo interrompida pelo Viaduto Jaceguai.
- Viaduto Jaceguai sobre a Avenida Vinte e Três de Maio.
- Viaduto Júlio de Mesquita entre o cruzamento da Rua Major Diogo e a Rua Augusta.
- Sem nome oficial: trecho por baixo da Rua Augusta, Praça Roosevelt e Rua da Consolação, sendo que há um acesso para quem vem e para quem se dirige a esta última rua. A ligação termina com o início do Elevado Presidente João Goulart, tendo também os acessos à Rua Amaral Gurgel.

## Generalidades

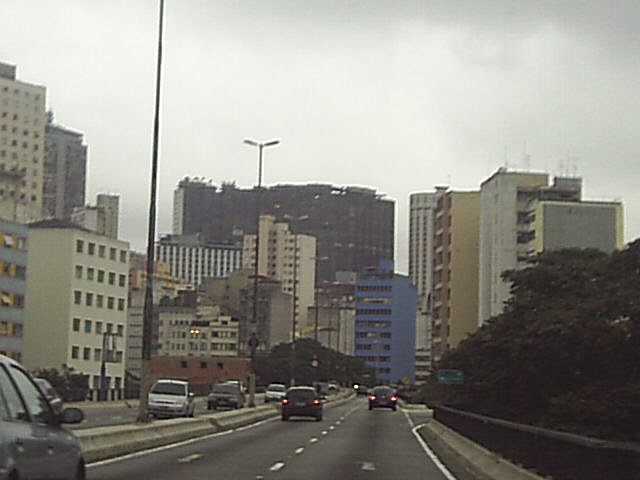
Elevado Presidente João Goulart, com o edifício Copan ao fundo.

### Características do trajeto
A Ligação Leste-Oeste não é uma via de características homogêneas, sendo o seu trajeto construído:
- Em via elevada: entre as ligações com a Radial Leste, Rua da Figueira, Rua da Mooca e Avenida do Estado e a Rua Doutor Lund.O Engenheiro responsável foi Isac Grobman
- Em trincheira: entre a Rua Doutor Lund e a Rua Jaceguai, sendo que sobre a via passam os viadutos das Ruas Conselheiro Furtado, da Glória, Galvão Bueno e Avenida da Liberdade.
- Em viaduto: sobre a Avenida Vinte e Três de Maio.
- Em trincheira: entre a continuação da Rua Jaceguai e as proximidades do final da Rua Humaitá, sendo que sobre a via localiza-se a Praça Pérola Byington e a passagem da Avenida Brigadeiro Luís Antônio.
- Em superfície: entre as proximidades do fim da Rua Humaitá e o cruzamento da Rua Major Diogo.
- Em elevado: entre o cruzamento da Rua Major Diogo e a Praça Roosevelt, passando sobre as Ruas Conselheiro Ramalho e Santo Antônio, Avenida Nove de Julho e Rua Avanhandava.
- Semi-enterrada: sob a Rua Augusta, Praça Roosevelt e Rua da Consolação.

### Funcionamento
Ao contrário do Elevado Presidente João Goulart, cujo funcionamento é restrito (de segunda a sexta, das 7:00 às 20:00h), a Ligação Leste-Oeste funciona 24 por 7.

### Influências sobre os arredores
A exemplo do que ocorreu com o Elevado Presidente João Goulart, a construção da Ligação Leste-Oeste, feita entre os anos de 1968 e 1971, também gerou inúmeras polêmicas, sendo que até hoje os moradores das cercanias do elevado sofrem com o barulho e o alto índice de poluição dos automóveis que nele circulam. A ligação também provocou a visível degradação das regiões da Baixada do Glicério, na Liberdade e do Bixiga, na Bela Vista, também em função do seccionamento de várias ruas sem a construção de uma passagem para pedestres, sendo que as partes inferiores de seus elevados são pontos com alta concentração de mendigos e usuários de drogas.